# Tháng 12 năm 2021
Tháng 12 năm 2021 là tháng có 31 ngày và tháng cuối cùng của năm chung hiện nay. Tháng bắt đầu vào Thứ Tư (1/12), sẽ kết thúc vào Thứ Sáu (31/12). Đây là tháng hiện tại.

## Các ngày lễ nổi bật
Những ngày lễ nổi bật trong tháng 12 bao gồm:
01 tháng 12: Ngày Thế giới phòng chống HIV-AIDS (World AIDS Day)
02 tháng 12 – Quốc khánh Các tiểu vương quốc Ả Rập thống nhất và Quốc khánh Lào
03 tháng 12 – Ngày Người khuyết tật Quốc tế (International Day of Disabled Persons)
06 tháng 12 - Ngày Quốc Tế Phần Lan
09 tháng 12 - Ngày Quốc Tế Chống Tham Nhũng (International Anti-Corruption Day)
10 tháng 12 – Ngày Nhân quyền (Human Rights Day)
12 tháng 12 – Quốc khánh Kenya
20 tháng 12 – Ngày Quốc tế Đoàn kết Nhân loại (International Human Solidarity Day)
22 tháng 12 - Ngày thành lập Đội Việt Nam tuyên truyền giải phóng quân; Ngày hội Quốc phòng toàn dân Việt Nam
25 tháng 12 – Lễ Giáng sinh
26 tháng 12 - Quốc khánh Liên bang Nga